# El preu de la innocència
El preu de la innocència (originalment en anglès, Girl Followed) és una pel·lícula de thriller estatunidenca estrenada el 2017, sota la direcció de Tom Shell. Entre els intèrprets, compta amb Heather McComb, Joseph Lawrence, Emma Fuhrmann i Gianna LePera. La cinta tracta sobre les relacions tòxiques i la privadesa a les xarxes socials. El 28 de març de 2021 va estrenar-se el doblatge en català a TV3.

## Sinopsi
La Regan és una noia de catorze anys. Tot i que té una vida i una família aparentment normals, viu eclipsada per la seva germana gran i per la seva millor amiga, la Sabine, que és molt popular. Quan, desesperada per cridar l'atenció, envia unes fotos seves en roba interior al noi que li agrada, la seva vida comença a trontollar, i buscarà consol en el Nate, el recepcionista de la clínica on la seva mare treballa d'infermera. El Nate és bastant més gran que ella i sembla l'amic ideal, però aviat es veurà que la seva amistat no és tan desinteressada com sembla, i la noia es trobarà atrapada en una relació tòxica que agafarà un caire molt perillós.

## Repartiment
| - Heather McComb - Joseph Lawrence - Emma Fuhrmann - Gianna LePera - Travis Caldwell - Laura Kai Chen | - Olivia Nikkanen - Betsy Baker - Stacy Barnhisel - Cary Brayboy - Jake Elliott - Danielle Langlois | - María DiDomenico - Jen Reiter - Katherine Kamhi - Jentzen Ramirez - Nicole Ehinger - Madison Mae |